# Гологузово (Московская область)
Гологузово — деревня в Клинском районе Московской области, в составе Воздвиженского сельского поселению. Население — 65 чел. (2010). До 2006 года Гологузово входило в состав Воздвиженского сельского округа. В деревне действует часовня Иконы Божией Матери Казанская 1898 года постройки.
Деревня расположена в северо-западной части района, примерно в 23 км к северо-западу от райцентра Клин, на правом берегу реки Яузы, высота центра над уровнем моря — 136 м. Ближайшие населённые пункты — Игумново на юге и Чернятино на северо-востоке. Через деревню проходит региональная автодорога 46К-0280 (автотрасса М10 «Россия»— Высоковск).

## Население
| 2002 | 2006 | 2010 |
| ---- | ---- | ---- |
| 84   | ↘57  | ↗65  |